# Haplochromis martini
Haplochromis martini é uma espécie de peixe da família Cichlidae. É endémica do Lago Vitória, administrado pelo Quénia, Tanzânia e Uganda. A espécie havia sido avistada pela última vez em 1985, e era considerada possivelmente extinta quando avaliada pelo IUCN em 2010. Entretanto, naquele mesmo ano a espécie foi avistada novamente durante uma pesquisa no Lago Bisina.